# Rubidio
Il rubidio è l'elemento chimico che ha numero atomico 37 e il cui simbolo è Rb. È il quinto elemento del primo gruppo della tavola periodica, il gruppo dei metalli alcalini, situato tra il potassio e il cesio. È un metallo molto tenero, bassofondente (39,3 °C), dal colore bianco argenteo, estremamente reattivo. 87Rb, un suo isotopo naturale, è debolmente radioattivo.
Come gli altri metalli alcalini, il rubidio è molto reattivo e si infiamma spontaneamente quando viene esposto all'aria.

## Caratteristiche
Il rubidio fonde poco al di sopra della temperatura ambiente.
Come gli altri metalli alcalini si infiamma spontaneamente all'aria e reagisce violentemente con l'acqua, liberando idrogeno che può anche infiammarsi a sua volta. Come gli altri metalli alcalini forma inoltre amalgami con il mercurio e leghe con l'oro, il cesio, il sodio ed il potassio.
I suoi ioni impartiscono alla fiamma un colore violetto.

## Applicazioni
Il rubidio è facilmente ionizzabile e per questo è stato preso in considerazione il suo utilizzo nella realizzazione di propulsori ionici per veicoli spaziali, ma il cesio e lo xeno si sono rivelati più efficienti a questo scopo. Tra gli altri usi rientrano quelli di:
- fluido di raffreddamento nelle turbine
- degasatore nelle valvole termoioniche
- componente di fotocellule
- realizzazione di vetri speciali.
- realizzazione di orologi atomici a basso costo e limitato ingombro.
- componente di computer quantistici ad atomi neutri

Uno ioduro misto di argento e rubidio (RbAg4I5) è il composto che a temperatura ambiente possiede la più elevata conduttività elettrica di tutti i composti ionici cristallini; questo lo rende utile nella realizzazione di batterie a film sottile ed in altre applicazioni analoghe.
È stato preso anche in considerazione l'utilizzo in generatori termoelettrici, dove ioni di rubidio prodotti per riscaldamento, transitando attraverso un campo magnetico, generano una corrente elettrica.
I sali di rubidio sono usati per colorare in rosso-violetto i fuochi d'artificio.

## Storia
Il rubidio (dal latino rubidus, rosso scuro) fu scoperto da Robert Bunsen e Gustav Kirchhoff nel 1861 nel minerale lepidolite, tramite uno spettroscopio. Ebbe un uso industriale praticamente nullo fino agli anni venti. Storicamente l'uso principale del rubidio è rimasto confinato nella ricerca e nello sviluppo nell'industria chimica ed elettronica.
Atomi di rubidio sono stati utilizzati con successo in esperimenti per la ricerca empirica dei monopoli magnetici. Teorizzati nel 1931 da Paul Dirac, nel 2009 Ville Pietilä e Mikko Möttönen del Dipartimento di Fisica applicata dell'Università di Helsinki hanno gettato le basi teoriche per la pianificazione di un esperimento di questo tipo. Nel 2014 David S. Hall, dell'Amherst College, in Massachusetts, col suo team ha rilevato sperimentalmente i monopoli magnetici tramite la polarizzazione di atomi di rubidio tenuti ad una temperatura molto vicina allo zero assoluto.

## Disponibilità
Questo elemento è ritenuto essere il sedicesimo per abbondanza nella crosta terrestre. Costituisce complessivamente (mai libero, ma in composti corrispondenti al suo stato di ossidazione +1) circa lo 0,005% della crosta terrestre; è però diffuso nelle rocce, nei terreni, nelle acque ad accompagnare in piccole quantità il potassio. In natura si rinviene nei minerali leucite, pollucite e zinnwaldite, che contengono fino all'1% del suo ossido. La lepidolite ne contiene circa 1,5% ed è la principale fonte commerciale di rubidio. Anche alcuni minerali del potassio – tra cui il cloruro – ne contengono quantità significative e industrialmente sfruttabili. Un notevole giacimento di pollucite si trova presso il Bernic Lake, in Canada.
Uno dei metodi per produrre il rubidio metallico consiste nella riduzione del cloruro di rubidio con il calcio. Del rubidio sono noti quattro ossidi: Rb2O, Rb2O2, Rb2O3, RbO2.
Nel 1997 il costo del rubidio metallico era stimabile in 25 $ per grammo.

## Isotopi
Del rubidio sono noti 24 isotopi, di cui due di origine naturale; il rubidio è generalmente una miscela di 85Rb (72,2%) e 87Rb (27,8%), radioattivo. La radioattività del rubidio che si trova in natura è sufficiente ad impressionare una lastra fotografica in un tempo compreso tra circa 30 e 60 giorni.
87Rb ha una emivita di 48,8×109 anni. Si sostituisce facilmente al potassio nei minerali, a ciò è dovuta la sua diffusione.
Il rubidio viene impiegato per la datazione delle rocce con la tecnica della datazione rubidio-stronzio; 87Rb decade a 87Sr, stabile, tramite emissione di una particella beta. Durante la cristallizzazione frazionata, lo stronzio si concentra nella fase solida, mentre il rubidio rimane nella fase liquida. In conseguenza di ciò, il rapporto tra le concentrazioni di rubidio e stronzio (Rb/Sr) nel magma residuo cresce col tempo portando a rocce il cui rapporto Rb/Sr cresce con la loro differenziazione. I rapporti più elevati (10:1 e più) compaiono nelle pegmatiti. Se il tenore originale di Sr è noto o estrapolabile, l'età della roccia può essere stimata tramite la misura del rapporto Rb/Sr e del rapporto 87Sr/86Sr. La stima è valida qualora le rocce non abbiano subito alterazioni successive.

## Precauzioni
Il rubidio reagisce violentemente con l'acqua e può provocare incendi. Per garantirne la sicurezza e la stabilità, deve essere conservato immerso in olio minerale, sotto vuoto o in atmosfera inerte.